# Арменпрес
Арменпрес (на арменски: Արմենպրես) е най-старата и основна държавна информационна агенция в Армения.
Арменпрес е основана на 18 декември 1918 г. от правителството на Демократична република Армения като Арменска телеграфна агенция (Հայաստանի հեռագրական գործակալություն). Основна роля в създаването на агенцията има Симон Врацян. След съветизацията на Армения през 1920 г. е преименувана на Арменкавроста и впоследствие известна като Арменроста и Армента. През 1972 г. се преименува на Арменпрес. През периода на Арменска ССР (1920 – 1991) той служи като „официален санкциониран източник на обществена информация“, работещ под пряк контрол на Арменската комунистическа партия.
Арменпрес си сътрудничи с Ройтерс, ТАСС (Русия) и Синхуа (Китай). Член е на Черноморската асоциация на националните информационни агенции.